# Polybetes obnuptus
Polybetes obnuptus är en spindelart som beskrevs av Simon 1897. Polybetes obnuptus ingår i släktet Polybetes och familjen jättekrabbspindlar. Inga underarter finns listade i Catalogue of Life.